# Liste der Kulturdenkmale der Oberweißbacher Berg- und Schwarzatalbahn

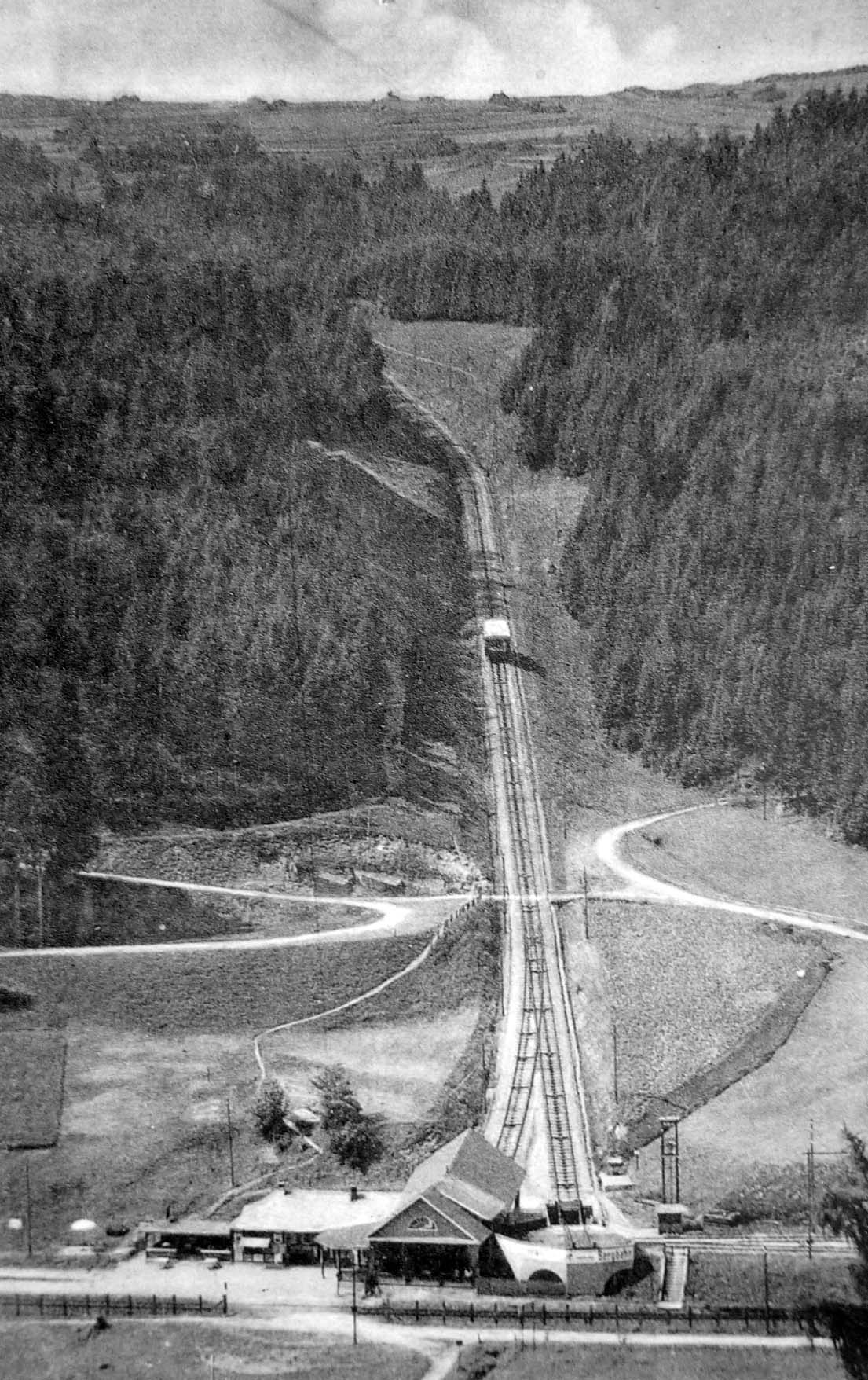
Oberweißbacher Bergbahn mit Talstation

Die Liste der Kulturdenkmale der Oberweißbacher Berg- und Schwarzatalbahn enthält die Bestandteile (Einzeldenkmale) der Bahnstrecke Rottenbach–Katzhütte (Schwarzatalbahn) sowie der Oberweißbacher Bergbahn, die im Denkmalbuch des Freistaates Thüringen (Denkmalliste des Landkreises Saalfeld-Rudolstadt) als Sachgesamtheit ausgewiesen sind.
Diese Sachgesamtheit besteht aus Bestandteilen (Einzeldenkmalen), die in den Ortsteilen der einzelnen Gemeinden Rottenbach, Unterköditz, Allendorf, Bechstedt, Schwarzburg, Sitzendorf, Unterweißbach, Mankenbach, Obstfelderschmiede, Mellenbach-Glasbach, Meuselbach-Schwarzmühle, Katzhütte, Lichtenhain a. d. Bergbahn und Oberweißbach im Landkreis Saalfeld-Rudolstadt zu finden sind, siehe Denkmallisten der entsprechenden Gemeinden.

Die Gesamtstrecke steht als Sachgesamtheit nicht unter Denkmalschutz.

## Legende
- Bild: zeigt ein Bild des Kulturdenkmals und gegebenenfalls einen Link zu weiteren Fotos des Kulturdenkmals im Medienarchiv Wikimedia Commons
- Bezeichnung: Name, Bezeichnung oder die Art des Kulturdenkmals
- Lage: Wenn vorhanden Straßenname und Hausnummer des Kulturdenkmals; Grundsortierung der Liste erfolgt nach dieser Adresse. Der Link Karte führt zu verschiedenen Kartendarstellungen und nennt die Koordinaten des Kulturdenkmals.
 Kartenansicht, um Koordinaten zu setzen – in dieser Kartenansicht sind Kulturdenkmale ohne Koordinaten mit einem roten bzw. orangen Marker dargestellt und können in der Karte gesetzt werden. Kulturdenkmale ohne Bild sind mit einem blauen bzw. roten Marker gekennzeichnet, Kulturdenkmale mit Bild mit einem grünen bzw. orangen Marker.
- Datierung: gibt das Jahr der Fertigstellung beziehungsweise das Datum der Erstnennung oder den Zeitraum der Errichtung an
- Beschreibung: bauliche und geschichtliche Einzelheiten des Kulturdenkmals, vorzugsweise die Denkmaleigenschaften
- ID: Die ID identifiziert das Kulturdenkmal eindeutig. In Thüringen sind aktuell keine IDs veröffentlicht. In der ID-Spalte kann sich auch folgendes Icon  befinden, dies führt zu Angaben zu diesem Kulturdenkmal bei Wikidata.

## Sachgesamtheit der „Eisenbahnstrecke Oberweißbacher Berg- und Schwarzatalbahn“
Diese Liste enthält alle Einzeldenkmale (Bestandteile), die denkmalpflegerisch zur Sachgesamtheit dieser Eisenbahnstrecke gehören und baugeschichtlich, eisenbahngeschichtlich und technikgeschichtlich von Bedeutung sind. Die Liste ist entsprechend der örtlichen Lage an der Strecke von Rottenbach nach Katzhütte gegliedert.
| Bild                           | Bezeichnung                                                                                  | Lage                                                   | Datierung | Beschreibung | ID |
| ------------------------------ | -------------------------------------------------------------------------------------------- | ------------------------------------------------------ | --------- | ------------ | -- |
| Schwarzatalbahn                |                                                                                              |                                                        |           |              |    |
| weitere Bilder Fotos hochladen | Bahnhof Rottenbach                                                                           | Rottenbach, Am Bahnhof 3 (Karte)                       | 1899–1900 |              |    |
| weitere Bilder Fotos hochladen | Gleis in Rottenbach / Bahnsteig                                                              | Rottenbach, Am Bahnhof 3 (Karte)                       |           |              |    |
| Fotos hochladen                | Gleis in Rottenbach / Abzweig Schwarzatalbahn                                                | Rottenbach, Am Bahnhof 3 (Karte)                       |           |              |    |
| weitere Bilder Fotos hochladen | Stellwerksgebäude in Rottenbach                                                              | Rottenbach, Am Bahnhof 3 (Karte)                       |           |              |    |
| Fotos hochladen                | Ehemaliges Eisenbahnerwohnhaus mit Abortgebäude                                              | Rottenbach, Rudolstädter Straße 2 (Karte)              |           |              |    |
| Fotos hochladen                | Ehemaliges Eisenbahnerwohnhaus mit Abortgebäude                                              | Rottenbach, Rudolstädter Straße 4 (Karte)              |           |              |    |
| Fotos hochladen                | Zwei ehemalige Eisenbahnerwohnhäuser mit je einem Abortgebäude                               | Rottenbach, Rudolstädter Straße 24 und 26 (Karte)      |           |              |    |
| Fotos hochladen                | Ehemaliges Arbeiterwohnhaus                                                                  | Rottenbach, Rudolstädter Straße 28 (Karte)             |           |              |    |
| Fotos hochladen                | Ehemaliges Arbeiterwohnhaus                                                                  | Rottenbach, Rudolstädter Straße 30 (Karte)             |           |              |    |
| Fotos hochladen                | Vollschranke Rottenbach                                                                      | Rottenbach, Rudolstädter Straße (Karte)                |           |              |    |
| Fotos hochladen                | Gleis / Bahnübergang am ehemaligen Bahnhof Köditzberg in Richtung Rottenbach                 | Unterköditz, Bahnübergang (Karte)                      |           |              |    |
| weitere Bilder Fotos hochladen | Ehemaliger Bahnhof Köditzberg mit Empfangsgebäude, Güterschuppen und Abortgebäude bei km 2,5 | Allendorf (Karte)                                      |           |              |    |
| Fotos hochladen                | Gleis / Bahnübergang am ehemaligen Bahnhof Köditzberg in Richtung Allendorf                  | Unterköditz, Bahnübergang (Karte)                      |           |              |    |
| Fotos hochladen                | Gleis in Allendorf                                                                           | Allendorf (Karte)                                      |           |              |    |
| Fotos hochladen                | Gleis nördlich des Haltepunkts Bechstedt                                                     | Bechstedt (Karte)                                      |           |              |    |
| weitere Bilder Fotos hochladen | Haltepunkt Bechstedt-Trippstein, Empfangsgebäude mit Anbau für Diensträume                   | Bechstedt, Ortsstraße 45 (Karte)                       |           |              |    |
| Fotos hochladen                | Gleis südlich des Haltepunkts Bechstedt bei km 5,0                                           | Bechstedt (Karte)                                      |           |              |    |
| Fotos hochladen                | Gleis in Schwarzburg                                                                         | Waldbezirk (WBZ) Schwarzburg I (Karte)                 |           |              |    |
| weitere Bilder Fotos hochladen | Gleisanlagen und Bahnsteig am Bahnhof Schwarzburg                                            | Schwarzburg, Bahnhof 1 (Karte)                         |           |              |    |
| weitere Bilder Fotos hochladen | Bahnhof Schwarzburg mit sämtlichen Nebengebäuden und Anlagen                                 | Schwarzburg, Bahnhof 1 (Karte)                         |           |              |    |
| Fotos hochladen                | Gleis in Schwarzburg am Bahnübergang mit der Landstraße L1113                                | Waldbezirk (WBZ) Schwarzburg I (Karte)                 |           |              |    |
| Fotos hochladen                | Gleis in Sitzendorf am Bahnübergang mit der Landstraße L1112                                 | Sitzendorf (Karte)                                     |           |              |    |
| weitere Bilder Fotos hochladen | Bahnhof Sitzendorf-Unterweißbach                                                             | Unterweißbach, Bahnhofstraße 1 (Karte)                 |           |              |    |
| Fotos hochladen                | Wasserturm am Bahnhof Sitzendorf-Unterweißbach                                               | Unterweißbach, Bahnhofstraße 1 (Karte)                 |           |              |    |
| Fotos hochladen                | Gleis am Bahnübergang Mankenbach                                                             | Mankenbach, An der Mankenbachsmühle (Karte)            |           |              |    |
| weitere Bilder Fotos hochladen | Haltepunkt Obstfelderschmiede                                                                | Obstfelderschmiede, Mellenbach, Bergbahnstraße (Karte) |           |              |    |
| weitere Bilder Fotos hochladen | Bahnhof Mellenbach-Glasbach mit Güterschuppen                                                | Mellenbach, August-Bebel-Straße 29 (Karte)             |           |              |    |
| Fotos hochladen                | Gleis in Glasbach am Bahnübergang Oskar-Heinze-Straße                                        | Glasbach, Mellenbach (Karte)                           |           |              |    |
| Fotos hochladen                | Gleis in Mellenbach am Bahnübergang Karl-Marx-Straße                                         | Mellenbach (Karte)                                     |           |              |    |
| Fotos hochladen                | Gleis in Mellenbach auf der Brücke über die Schwarza                                         | Blumenau, Mellenbach (Karte)                           |           |              |    |
| weitere Bilder Fotos hochladen | Bahnhofsgebäude – ehemaliger Haltepunkt Zirkel                                               | Mellenbach, Zirkel 2 (Karte)                           |           |              |    |
| Fotos hochladen                | Gleis in Mellenbach mit Brücke über die Schwarza                                             | Zirkel, Mellenbach (Karte)                             |           |              |    |
| Fotos hochladen                | Gleis in Meuselbach-Schwarzmühle am Bahnübergang mit der Landstraße L1112                    | Meuselbach-Schwarzmühle (Karte)                        |           |              |    |
| weitere Bilder Fotos hochladen | Gleis am Haltepunkt Meuselbach-Schwarzmühle                                                  | Meuselbach-Schwarzmühle, Mellenbacher Straße 1 (Karte) |           |              |    |
| weitere Bilder Fotos hochladen | Bahnhof Katzhütte                                                                            | Katzhütte, Bahnhofstraße 103 (Karte)                   |           |              |    |
| Oberweißbacher Bergbahn        |                                                                                              |                                                        |           |              |    |
| weitere Bilder Fotos hochladen | Oberweißbacher Bergbahn – Talstation in Obstfelderschmiede                                   | Mellenbach, Bergbahnstraße (Karte)                     | 1922      |              |    |
| Fotos hochladen                | Gleis der Oberweißbacher Bergbahn in der Gemarkung Unterweißbach                             | Unterweißbach (Karte)                                  |           |              |    |
| Fotos hochladen                | Gleis der Oberweißbacher Bergbahn in Lichtenhain/Bergbahn an der Ausweichstelle der Bergbahn | Lichtenhain/Bergbahn (Karte)                           |           |              |    |
| weitere Bilder Fotos hochladen | Oberweißbacher Bergbahn – Bergstation in Lichtenhain/Bergbahn                                | Lichtenhain/Bergbahn (Karte)                           |           |              |    |
| weitere Bilder Fotos hochladen | Gleis und Drehscheibe in Lichtenhain/Bergbahn                                                | Lichtenhain/Bergbahn (Karte)                           |           |              |    |
| Fotos hochladen                | Wohnhaus in Lichtenhain/Bergbahn                                                             | Lichtenhain/Bergbahn (Karte)                           |           |              |    |
| Fotos hochladen                | Gleis der Flachstrecke in Lichtenhain/Bergbahn am Bahnübergang Oberweißbacher Straße (K137)  | Lichtenhain/Bergbahn (Karte)                           |           |              |    |
| Fotos hochladen                | Gleis der Flachstrecke in Oberweißbach am Bahnübergang                                       | Oberweißbach (Karte)                                   |           |              |    |
| weitere Bilder Fotos hochladen | Gleis der Flachstrecke in Oberweißbach am Haltepunkt Oberweißbach-Deesbach                   | Oberweißbach (Karte)                                   |           |              |    |
| weitere Bilder Fotos hochladen | Endstation Haltepunkt Cursdorf (kein Denkmal)                                                | Cursdorf, Oberweißbach (Karte)                         |           |              |    |

## Quelle
- Denkmalliste des Landkreises Saalfeld-Rudolstadt. (PDF; 632 kB) kreis-slf.de